# S5 (logica modale)
Nella logica e nella filosofia, S5 è uno dei cinque sistemi di logica modale proposti da Clarence Irving Lewis e Cooper Harold Langford nel loro libro Symbolic Logic del 1932. Si tratta di un sistema di logica modale normale e di uno dei più antichi sistemi di logica modale in genere. Esso è costituito da formule e tautologie e da un apparato per l'inferenza rappresentato dalla regola di sostituzione e dal modus ponens, la cui estensione è ampliata dall'operatore modale di necessità {\displaystyle \Box } e dal suo duale di possibilità {\displaystyle \Diamond }.

## Gli assiomi di S5
Nel sistema modale S5 valgono i seguenti assiomi:
- K: {\displaystyle \Box (A\to B)\to (\Box A\to \Box B)};
- T: {\displaystyle \Box A\to A},

e anche:
- 5: {\displaystyle \Diamond A\to \Box \Diamond A};

o entrambe le due condizioni seguenti:
- 4: {\displaystyle \Box A\to \Box \Box A}, e
- B: {\displaystyle A\to \Box \Diamond A}.

L'assioma (5) restringe la relazione di accessibilità {\displaystyle R} della struttura modale di Kripke al tipo di relazione euclidea (ad esempio: {\displaystyle (wRv\land wRu)\implies vRu}).

## Semantica di Kripke
In termini della semantica di Kripke, S5 è caratterizzato da modelli in cui la relazione di accessibilità è una relazione di equivalenza: riflessiva, simmetrica e transitiva.
Determinare la soddisfacibilità di una formula S5 è un problema NP-completo. La prova della robustezza è banale, dal momento che S5 include la logica proposizionale. L'appartenenza si dimostra illustrando che qualsiasi formula soddisfacibile ha un modello di Kripke in cui il numero di mondi è possibile al più lineare con la dimensione della formula.

## Applicazioni
S5 è utile perché evita iterazioni superflue di qualificatori di diverso tipo. Ad esempio, in S5 se X è necessariamente, possibilmente, necessariamente, possibilmente vero, allora X è possibilmente vero: le qualificazioni non indicate in carattere grassetto (quelle prima della finale "possibilmente") sono eliminate in S5. Sebbene ciò sia utile per mantenere le proposizioni ragionevolmente brevi, potrebbe anche sembrare controintuitivo in quanto, in S5, se qualcosa è possibilmente necessario, allora è necessario (nell'esempio precedente è presente la sequenza “necessariamente, possibilmente, necessariamente” che tuttavia è riassunta dall'operatore modale di possibilità).
Alvin Plantinga affermò che questa caratteristica di S5 non è, in effetti, controintuitiva. Egli asserì che se X è possibilmente necessario’, esso è necessario in almeno un mondo possibile; quindi è necessario in tutti i mondi possibili e quindi è vero in tutti i mondi possibili.  Tale ragionamento è alla base delle formulazioni "modali" dell'argomento ontologico.
S5 è equivalente all'aggiunta {\displaystyle \Diamond \dashv \Box }.
Leibniz propose un argomento ontologico per l'esistenza di Dio usando questo assioma. Nelle sue parole: "Se un essere necessario è possibile, ne consegue che esiste effettivamente".
S5 è anche il sistema modale della prova ontologica di Gödel, nonché della metafisica di san Tommaso d'Aquino e in particolare delle sue Cinque vie. Queste applicazioni, tuttavia, richiedono che ogni operatore sia in relazione seriale su una singola modalità.

## Mondi possibili: fisica e metafisica
Nei sistemi fisici la possibilità di un mondo possibile è determinata dalle condizioni specifiche presenti in uno (o più) mondi possibili accessibili dal primo. Ad esempio, nel cono-luce i mondi futuri (eventi possibili) sono determinati dal mondo attuale u (istante presente), che a sua volta è determinato dal cono degli eventi passati. Il tempo presente partiziona l'insieme degli eventi possibili in due sottoinsiemi disgiunti dette classi di equivalenza.
Nei sistemi metafisici, il mondo attuale e tutti i mondi possibili sono sempre e comunque determinati da condizioni comuni alla loro totalità. In altre parole, nella metafisica i mondi possibili costituiscono un'unica classe di equivalenza. I sistemi metafisici sono descritti da un sistema modale S5 con KT5, dove l'assioma T determina la relazione di accessibilità E come riflessiva (ogni mondo è accessibile da se stesso), mentre l'assioma 5 determina R come euclidea (cioè simmetrica e transitiva).
Questo schema si ritrova nella definizione aristotelica della metafisica come "scienza dell'ente in quanto ente", che accede a tutti i mondi possibili degli enti particolari. Viceversa, le scienze particolari che studiano questi enti, formano dei sottoinsiemi dei mondi possibili (corrispondenti ad altrettante classi di equivalenza) all'interno dei quali vale S5: se nella metafisica tutti i mondi possibili sono reciprocamente connessi in un unico sistema S5, nell'ambito delle scienze fisiche o particolari alcuni mondi non sono direttamente accessibili da altri e da se stessi, fatto che significa che la loro possibilità dipende da altri mondi possibili e non da condizioni universali e comuni.